# 情報あさびん
情報あさびん（じょうほうあさびん）は、テレビ埼玉（TVS）で平日の朝に放送されていた地域情報番組。2001年10月1日放送開始。2003年9月26日放送終了。

## 番組概要
それまでテレビ埼玉の朝といえば、放送開始こそ6:55だったものの、7:30まで「天気情報てるてるぼうず」という番組が放送された。(1997年9月29日放送開始) この番組は途中自動音声による5分間の天気予報を3回挟むものの、それ以外は大宮ソニックシティに設置されたお天気カメラの映像が、途中視聴者投稿による俳句がテロップで流されるほかは、ひたすら音楽と共に流れ続けるという番組というよりはフィラーに近いものだった。
2001年10月1日、一転して「15分でわかる埼玉の朝」をキャッチフレーズに、テレビ埼玉では初、関東地方の独立UHF局では5番目となる朝の情報番組がスタートした。番組開始3ヶ月前の2001年7月に新設された、マスタースタジオ（通称・Mスタジオ）から放送された。
またこの番組の開始に合わせて「常盤6丁目一番街」と「常盤6丁目二番街」は番組名が「情報ひるびん」と「情報ごごびん」にそれぞれ改題された。また「一番街」「二番街」のダイジェスト版として21:00 - 
21:30に放送されていた「常盤6丁目三番街」は終了した。
開始当初、毎週水曜日の7:00 - 7:30に「がんばれ!アルディージャ」の再放送を内包する形で放送。また、毎年夏に開催される高校野球埼玉県大会開催中は他の番組による時間調整のため、7:00 - 7:30または7:00 - 7:45と時間を短縮して放送された。
通勤・通学者を対象に15分間を一つのブロックとして、自動音声による天気予報に加え、自動音声による交通情報 や、ピンポイント天気と視聴者FAXによるリクエスト天気予報、全国ニュース（共同通信協力）などが新たに始まり、随時番組内で放送された。
2003年3月31日より放送時間が拡大され、出演者や構成が一新された。天気予報は30分に1回となり自動音声ではなくアナウンサーが伝えるようになった。しかし半年後の2003年9月26日に終了した。後枠には情報番組を設けず、音楽番組などに充てた。わずか2年で朝の生番組から撤退となった。
その後2年9ヶ月後の2006年7月3日より、情報番組「freesta!」が7:35 - 7:50の枠でスタートした。ただし生放送ではなく、編成の都合上事前収録されたものを放送していた。しかし定着しなかったためか、わずか3ヶ月で朝から撤退、週1回・夜の放送に枠移動となった（2007年3月終了）。現在は再び音楽番組などに充てている。

## 主な流れ
ここでは2002年頃のコーナーの流れを紹介する。

6:45 オープニング

6:47頃 天気予報

6:49頃 交通情報

6:50頃 共同通信ヘッドラインニュース

6:52頃 埼玉新聞や読売・朝日など各新聞の埼玉版のニュースを紹介

6:53頃 ジングル・CM

6:54頃 埼玉県内のピンポイント天気及び視聴者FAXによるリクエスト天気

6:56頃 占い(干支占い)

6:57頃 視聴者からのFAX・お便り紹介

6:58頃 朝のおめざめ曲 - 音楽PVを一分間ほど放送（各ブロックごとに使用音楽は異なる。）

6:59頃 おっくん（テレビ埼玉のイメージキャラクター（当時））ジャンケン・ジングル・CM

以下エンディングまでこの内容の繰り返し（但し、2ブロック目以降占いコーナーが星座占いになっている・エンディング時は音楽PV等を背景に終了など1ブロック目と多少変更点はある。）

## 出演者

### 司会
| 期間                    | 月曜日・火曜日 | 水曜日   | 木曜日・金曜日 |
| ----------------------- | -------------- | -------- | -------------- |
| 2001.10.01 - 2002.09.27 | 小林智         | 小林智   | 小林智         |
| 2002.09.30 - 2003.03.31 | 小林智         | 重信香織 | 荒舩美栄       |
| 2003.04.01 - 2003.09.26 | 荒舩美栄       | 荒舩美栄 | 荒舩美栄       |

備考
- 全員テレビ埼玉アナウンサー（当時）。現在1人も局内に在籍していない。
- 小林の病気療養中は、佐貫洋一や青江康子が代行。